# Winona (Mississippi)
Winona è una città (city) degli Stati Uniti d'America, capoluogo della contea di Montgomery, nello Stato del Mississippi.

## Media
Radio: WONA che trasmette prevalentemente musica country.